# Valide sultan
Valide sultan (osmanskou turečtinou والده سلطان, doslova sultánova matka) byl titul matky vládnoucího sultána Osmanské říše, který nahradil předešlý titul mehd-i ülya (kolébka skvělá). Titul byl poprvé použit v 16. století pro Ayşe Hafsa Sultan (matka Sulejmana I. Nádherného a choť sultána Selima I.).
Pozice Valide sultán byla možná nejdůležitější v Osmanské říši hned po samotném sultánovi. Valide sultán měla významný vliv na záležitosti v říši. Měla velkou sílu u soudu, své vlastní komnaty situované u pokojů svých synů a zaměstnanců.

## Sultanát žen
V 16. a 17. století jejich moc zesílila tak, že se dané období označovalo jako sultanát žen.

Sultanát žen začal s Hürrem Sultan (1505–1558), a pokračoval s Nurbanu Sultan (1525–1583). Mezi nejmocnější a nejznámější Valide a Haseki sultan patřily: Hürrem Sultan, Nurbanu Sultan, Safiye Sultan (1550–1619), Kösem Sultan (1590–1651) a Turhan Sultan (1627–1683).

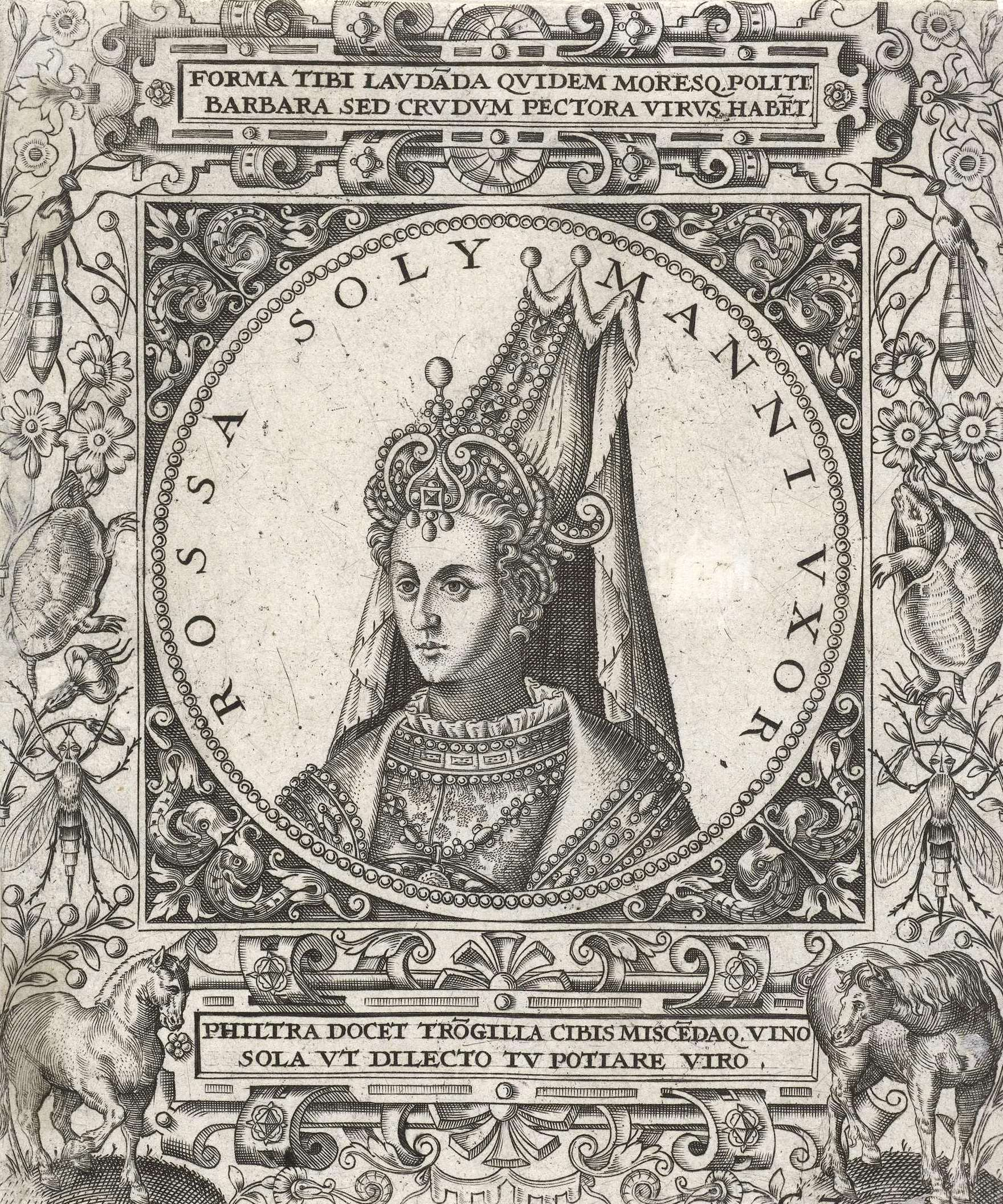
Hurrem Haseki Sultan

### Seznam Valide Sultan
1. Ayşe Hafsa Sultan – matka Sulejmana I.
2. Nurbanu Sultan – matka Murada III.
3. Safiye Sultan – matka Mehmeda III.
4. Handan Sultan – matka Ahmeda I.
5. Halime Sultan – matka Mustafy I.
6. Kösem Sultan – matka Murada IV. a Ibrahima I., kteří se vystřídali na trůně.
7. Turhan Hatice Sultan – matka Mehmeda IV.
8. Saliha Dilaşub Sultan – matka Sulejmana II.
9. Emetullah Rabia Gülnuş Sultan – matka Mustafy II. a Ahmeda III., kteří se vystřídali na trůně.
10. Saliha Sebkati Sultan – matka Mahmuda I.
11. Şehsuvar Sultan – matka Osmana III.
12. Mihrişah Sultan – matka Selima III.
13. Nakşidil Sultan – matka Mahmuda II.
14. Bezmialem Sultan – matka Abdülmecida I.
15. Pertevniyal Sultan – matka Abdülaziza
16. Şevkefza Sultan – matka Murada V.

### Ženy, které nebyly biologickými matkami vládnoucího sultána, ale přesto převzaly titul Valide sultan
- Mihrimah Sultan – sestra Selima II.[zdroj⁠?!]
- Ayşe Seniyeperver Sultan – adoptivní matka Mustafy IV.
- Rahime Perestu Sultan – adoptivní matka Abdülhamida II.

### Matky, které nikdy nepřevzaly titul Valide sultan, ale byly biologickými matkami vládnoucího sultána
- Haseki Hürrem Sultan – matka Selima II. Zemřela před nástupem svého syna na trůn
- Mahfiruz Hatice Sultan – matka Osmana II. Její syn jí nedovolil, aby přišla do paláce.
- Hatice Muazzez Sultan – matka Ahmeda II. Zemřela před nástupem svého syna na trůn.
- Emine Mihrişah Kadınefendi – matka Mustafy III. Zemřela před nástupem svého syna na trůn.
- Rabia Şermi Kadınefendi – matka Abdülhamida I. Zemřela před nástupem svého syna na trůn.
- Nükhetseza Hanımefendi – matka Mustafy IV. Nemohla být Valide Sultan, protože neměla titul Kadinefendi.
- Tirimüjgan Kadınefendi – matka Abdülhamida II. Zemřela před nástupem svého syna na trůn.
- Gülcemal Kadınefendi – matka Mehmeda V. Zemřela před nástupem svého syna na trůn.
- Gülüstu Kadınefendi – matka Mehmeda VI. Zemřela před nástupem svého syna na trůn.